# Eadberht III Præn
Eadberht III Præn va ser rei de Kent del 796 l 798. Va assumir el poder després d'una rebel·lió contra l'hegemonia de Mèrcia, i va ser la darrera vegada que Kent va ser un regne independent.
Offa de Mèrcia governava Kent sense cap rei intermediari des del 785, però el 796 Offa va morir i Eadberht, «que també era anomenat Præn», segons diu la crònica, va prendre possessió de Kent. Sembla que Eadberht havia estat exiliat sota la protecció de Carlemany i la seva rebel·lió es va veure com una acció envers els interessos dels francs.
L'arquebisbe de Canterbury, Æthelhard, que era favorable a Mèrcia, va fugir durant la rebel·lió. Coenwulf de Mèrcia va mantenir correspondència amb el papa Lleó III amb relació a la situació de l'Església en els regnes anglosaxons. El papa va acceptar que el rei de Mèrcia reconquerís Kent i va excomunicar Eadbert, amb l'argument que havia estat sacerdot i això el feia no apte per assumir el títol de rei. Quan Cœnwulf va recuperar Kent l'any 798, va situar el seu germà en el lloc d'Eadberht. Segons diu la Crònica anglosaxona Cœnwulf «va arrasar Kent i va capturar Eadberht Præn, el seu rei, i se'l va endur lligat cap a Mèrcia». En una secció posterior de la crònica es diu que Eadberht va ser cegat i que també li van tallar les mans, però Roger de Wendover diu que Coenwulf el va deixar anar com a mostra de la seva clemència.